# Trisha Brown
Pour les articles homonymes, voir Brown.
Trisha Brown, née le 25 novembre 1936 à Aberdeen dans l'État de Washington aux États-Unis et morte le 18 mars 2017 à San Antonio au Texas, est une danseuse et chorégraphe américaine.
Figure importante de la danse post-moderne, notamment au sein du Judson Dance Theater de New York, elle collabore pendant plus de 30 ans avec de nombreux artistes contemporains (plasticiens, compositeurs, musiciens), au début de sa carrière hors des scènes classiques et dans un style abstrait et plus récemment dans le cadre de grandes productions institutionnelles et en utilisant des motifs qui mènent à une trame narrative émotionnelle et poétique narrative.

## Biographie
Trisha Brown suit des cours de danse au Mills College en Californie dont elle sort diplômée en 1958 puis suit l'enseignement de Louis Horst à l'American Dance Festival alors localisé dans le Connecticut. En 1962, à la suite des ateliers de Anna Halprin sur la Côte Ouest (1959), puis de Robert Dunn à New York (1961-1962), elle participe en tant que membre fondateur aux premières manifestations du Judson Dance Theater à New York. En 1970, elle crée la Trisha Brown Company, en même temps qu'elle participe au collectif d'improvisation The Grand Union, dans lequel collaborent Yvonne Rainer, Steve Paxton, David Gordon (en), ou Douglas Dunn.
Trisha Brown figure parmi les principaux innovateurs du courant américain dit postmodern dance. Dans la première partie de sa carrière, comme nombre de ses collègues, Trisha Brown rejette les conventions scéniques et l'enjeu de la représentation. Les lieux de représentations étant peu ouverts à ces recherches chorégraphiques, ce sont bien souvent des endroits insolites qui servent d'espace de représentation ou font partie de la scénographie, tels que les toits, la rue, les parvis d'institution... Dans la lignée de Merce Cunningham d'un côté, et d'Anna Halprin de l'autre, c'est-à-dire structure et improvisation, elle développe peu à peu son propre langage. Pendant vingt ans, elle présente ses chorégraphies (selon ses propres termes), avec des danseurs et des non danseurs, dans des galeries, des studios et des lieux extérieurs - urbains ou naturels - avant d'être invitée à créer pour des lieux traditionnels. Glacial Decoy (1979) et Set and Reset (1983) sont des pièces emblématiques de son arrivée sur la scène, surtout emblématique du "mouvement brownien" ainsi dénommé par Guy Scarpetta. Des pièces de plus grande ampleur verront alors le jour notamment avec un travail collaboratif effectué avec des grands noms de l'art américain, comme pour Glacial Decoy écrit en 1979 en collaboration avec Robert Rauschenberg pour les décors et costumes et avec lequel elle collaborera fréquemment... Elle déclare à son propos que l'exposition de Rauschenberg au Jewish Museum en 1963 fut sa première scène marquante.
Elle attend les années 1980 pour passer commande à des compositeurs (Robert Ashley, Laurie Anderson, John Cage, Alvin Curran) et les années 1990 pour travailler "avec" la musique, loin de l'illustration ou du dialogue prévisible. Utilisant des compositeurs précurseurs, chacun en son temps, Bach, Webern et Monteverdi, c'est avec Orfeo (1998) coproduit par La Monnaie de Bruxelles et le Festival international d'art lyrique d'Aix-en-Provence qu'elle passe à la mise en scène d'opéras et fait aussi danser les chanteurs. Elle crée l'opéra contemporain Luci mie traditrici de Salvatore Sciarrino à La Monnaie d'après des scènes de la vie de Carlo Gesualdo et retourne en 2010 au Festival international d'art lyrique d'Aix-en-Provence où elle met en scène le ballet Pygmalion de Jean-Philippe Rameau. À ce jour, sa compagnie compte près de 90 créations à son répertoire, si l'on compte ses nombreuses premières pièces souvent très brèves.
À partir des années 2000, elle connaît aussi une reconnaissance internationale grandissante pour son œuvre visuelle – Dokumenta de Cassel en 2007, expositions personnelles au Walker Art Center de Minneapolis, à la galerie Sikema, Jenkins & Co de Chelsea, etc. En 2010, le Musée d'art contemporain de Lyon lui consacre une exposition.

## Principales chorégraphies
- 1966 : Homemade
- 1968 : Planes
- 1970 : Man Walking Down the Side of a Building
- 1971 : Walking on the Wall
- 1971 : Accumulation
- 1973 : Roof Piece
- 1978 : Accumulation with Talking plus Water Motor
- 1979 : Glacial Decoy, scénographie de Robert Rauschenberg
- 1981 : Son of Gone Fishin' musique Robert Ashley
- 1983 : Set and Reset musique de Laurie Anderson et scénographie de Robert Rauschenberg
- 1985 : "Working title"
- 1985 : Lateral Pass
- 1987 : Newark (Niweweorce) créé au Centre national de danse contemporaine à Angers scénographie et musique de Donald Judd
- 1989 : Astral Convertible
- 1990 : Foray Forêt, décor et costumes de Robert Rauschenberg
- 1991 : Astral Converted musique de John Cage
- 1991 : For M.G. : The movie musique Alvin Curran
- 1994 : If You Couldn't See Me
- 1995 : M.O. - L'Offrande musicale sur la musique de Bach
- 1996 : Twelve Ton Rose musique Webern
- 1998 : L'Orfeo mise en scène de l'opéra de Monteverdi
- 2001 : Luci mie traditrici, mise en scène de l'opéra de Salvatore Sciarrino
- 2002 : Die Winterreise sur la musique de Franz Schubert
- 2003 : Present Tense musique John Cage
- 2004 : O Zlozony/O Composite sur une musique de Laurie Anderson pour l'Opéra de Paris
- 2006 : How Long Does the Subject Linger on the Edge of the Volume
- 2006 : Geometry of Quiet musique Salvatore Sciarrino
- 2007 : Da gelo a gelo, mise en scène de l'opéra de Salvatore Sciarrino créé à l'Opéra de Paris
- 2010 : Pygmalion
- 2011 : I'm Going to Toss My Arms – If You Catch Them They're Yours créé au théâtre national de Chaillot musique Alvin Curran

## Prix et distinctions
- 1994 : American Dance Festival Award pour l'ensemble de sa carrière.